# شيورين (درسجين)
شیورین (بالفارسية: شیورین) هي قرية تقع في إيران في قسم درسجین الریفي. يقدر عدد سكانها بـ 103 نسمة بحسب إحصاء 2016.